# Drugo obleganje Neaplja (542–543)
Obleganje Neaplja je bilo uspešno obleganje Neaplja s strani ostrogotskega kralja Totile v letih 542–543 našega štetja. Po porazu bizantinske vojske v bitki pri Faventiji in bitki pri Mucelliumu je Totila odkorakal na jug proti Neaplju, ki ga je držal general Conon s 1.000 možmi. Gotske vojne ladje so prestregle in skoraj v celoti uničile obsežno akcijo pomoči novoimenovanega magister milituma Demetrija iz Sicilije. Drugi poskus, spet pod vodstvom Demetrija je prav tako propadel, ko so močni vetrovi prisilili plovila flote na obalo, kjer jih je napadla in preplavila gotska vojska. Ker je Totila poznal obupen položaj branilcev mesta, je garnizonu obljubil varen prehod, če se predajo. Conon, ki ga je pritiskala lakota in demoraliziran zaradi neuspešnih prizadevanj za pomoč je sprejel in konec marca ali v začetku aprila 543 Neapelj predal. Totila je dobro ravnal z branilci in bizantinski garniziji je dovolil varen odhod. Mestno obzidje je bilo delno porušeno.